# Langbahn-Grand-Prix Ostrow 2023
Der Große Preis von Ostrow fand am 17. Juni 2023 in Ostrow statt und war das zweite Rennen der Langbahn-Weltmeisterschaft 2023.

## Bericht

### Modus
Der hier beschriebene Modus gilt für jedes Saisonrennen und stellt auch den aktuellen saisonübergreifenden Modus dar.
Es gibt 15 Vorläufe (Heats), bei denen jeweils 5 Fahrer teilnehmen. Ein Rennen besteht aus 4 Runden. Die Punkte werden entsprechend der folgenden Tabelle vergeben.

#### Punkteverteilung
| Platz  | 1 | 2 | 3 | 4 | 5 |
| Punkte | 4 | 3 | 2 | 1 | 0 |

Die Fahrer werden so zugeordnet, dass immer wechselnde Fahrer gegeneinander fahren.
Nach den 15 Vorlaüfen wird eine Gesamtpunktzahl ermittelt.
Die drei bestplatzierten Fahrer sind direkt für den Finallauf qualifiziert. Die nächsten 5 platzierten Fahrer dürfen am Last Chance Heat teilnehmen.

#### Last Chance Heat
Im Last Chance Heat, ebenfalls 4 Runden, gibt es keine Punkte mehr zu gewinnen. Die beiden Erstplatzierten qualifizieren sich ebenfalls noch für den Finallauf. Die Fahrer auf den Positionen 3–5 belegen die Positionen 6–8 im Endklassement.

#### Finale
Das Finale geht auch über 4 Runden. Der Gewinner des Rennens ist auch der Grand Prix-Sieger.
Die bis dahin gesammelten Punkte haben keine Bedeutung. Die Fahrer im Finale belegen nach der Einlaufreihenfolge die ersten 5 Plätze.
Die WM-Punkte werden nach der folgenden Tabelle vergeben:
| Platz  | 1  | 2  | 3  | 4  | 5  | 6  | 7  | 8 | 9 | 10 | 11 | 12 | 13 | 14 | 15 |
| Punkte | 21 | 19 | 17 | 15 | 13 | 11 | 10 | 9 | 8 | 7  | 5  | 4  | 3  | 2  | 1  |

### Rennen
Das Rennen wurde auf einer 372 Meter kurzen Speedwaybahn ausgetragen, die für eine Langbahn-Weltmeisterschaft eher untypisch ist.
Smolinski untermauerte seine Titelambitionen mit fünf Laufsiegen in den Vorläufen, was ihm insgesamt 20 Punkte einbrachte.
Damit lag er deutlich vor Hynek Stichauer aus Tschechien, der 16 Punkte sammelte und Kenneth Kruse Hansen, der auf 15 Punkte kam.
Diese drei Fahrer qualifizierten sich direkt für das Finale.
Chris Harris hatte in den Vorläufen einen Ausfall und erzielte insgesamt 13 Punkte.
Er sicherte sich seinen Platz im Finale durch einen Sieg im Last-Chance-Heat vor seinem britischen Landsmann Zach Wajtknecht, der bis dahin 11 Punkte gesammelt hatte.
Im Finale hatte Harris den besseren Start und holte sich den Sieg und 21 WM-Punkte.
Zweiter wurde Smolinski, gefolgt von Kruse Hansen, Stichauer und Wajtknecht.
Der Tscheche Josef Franc belegte Platz 6 und führt damit die WM-Wertung mit 32 Punkten gemeinsam mit Smolinski und Wajtknecht an.

### Ergebnis
| Platz | Fahrer               | WM-Punkte |
| ----- | -------------------- | --------- |
| 1     | Chris Harris         | 21        |
| 2     | Martin Smolinski     | 19        |
| 3     | Kenneth Kruse Hansen | 17        |
| 4     | Hynek Štichauer      | 15        |
| 5     | Zach Wajtknecht      | 13        |
| 6     | Josef Franc          | 11        |
| 7     | Stanislaw Burza      | 10        |
| 8     | Mika Meijer          | 9         |
| 9     | Lukas Fienhage       | 8         |
| 10    | Jacob Bukhave        | 7         |
| 11    | Romano Hummel        | 5         |
| 12    | Theo Pijper          | 4         |
| 13    | Dave Meijerink       | 3         |
| 14    | Stephan Katt         | 2         |
| 15    | Gaétan Stella        | 1         |
| 16    | Eber Ampugnani       | 0         |
| 17    | Mateusz Pacek        | 0         |
| 18    | Daniel Spiller       |           |
| 19    | Max Dilger           |           |
| 20    | Joerg Tebbe          |           |
| 21    | Mario Niedermaier    |           |

### Heat-Siege
| Platz | Fahrer               | Heat Siege |
| ----- | -------------------- | ---------- |
| 1     | Martin Smolinski     | 5          |
| 2     | Chris Harris         | 2          |
| 3     | Kenneth Kruse Hansen | 2          |
| 4     | Hynek Štichauer      | 2          |
| 5     | Zach Wajtknecht      | 1          |
| 6     | Stanislaw Burza      | 1          |
| 7     | Mika Meijer          | 1          |
| 8     | Romano Hummel        | 1          |

### WM-Stand nach dem Rennen
| Platz | Fahrer               | WM-Punkte |
| ----- | -------------------- | --------- |
| 1     | Martin Smolinski     | 32        |
| 2     | Zach Wajtknecht      | 32        |
| 3     | Josef Franc          | 32        |
| 4     | Chris Harris         | 31        |
| 5     | Lukas Fienhage       | 25        |
| 6     | Kenneth Kruse Hansen | 19        |
| 7     | Gaétan Stella        | 16        |
| 8     | Jacob Bukhave        | 16        |
| 9     | Romano Hummel        | 16        |
| 10    | Hynek Štichauer      | 16        |
| 11    | Mika Meijer          | 12        |
| 12    | Theo Pijper          | 11        |
| 13    | Stanislaw Burza      | 10        |
| 14    | Stephan Katt         | 10        |
| 15    | Daniel Spiller       | 5         |
| 16    | Max Dilger           | 4         |
| 17    | Dave Meijerink       | 3         |
| 18    | Joerg Tebbe          | 0         |
| 19    | Eber Ampugnani       | 0         |
| 20    | Mateusz Pacek        | 0         |
| 21    | Mario Niedermaier    | 0         |

### Rennläufe (Heats)

#### Heat: 1
Siegerzeit: 69,5 s
| Platz | Fahrer               | Land        | Punkte |
| ----- | -------------------- | ----------- | ------ |
| 1     | Kenneth Kruse Hansen | Danemark    | 4      |
| 2     | Lukas Fienhage       | Deutschland | 3      |
| 3     | Hynek Štichauer      | Tschechien  | 2      |
| 4     | Stephan Katt         | Deutschland | 1      |
| 5     | Gaétan Stella        | Frankreich  | 0      |

#### Heat: 2
Siegerzeit: 69,1 s
| Platz | Fahrer          | Land        | Punkte |
| ----- | --------------- | ----------- | ------ |
| 1     | Romano Hummel   | Niederlande | 4      |
| 2     | Josef Franc     | Tschechien  | 3      |
| 3     | Mika Meijer     | Niederlande | 2      |
| 4     | Stanislaw Burza | Polen       | 1      |
| 5     | Theo Pijper     | Niederlande | 0      |

#### Heat: 3
Siegerzeit: 69,0 s
| Platz | Fahrer           | Land                   | Punkte |
| ----- | ---------------- | ---------------------- | ------ |
| 1     | Martin Smolinski | Deutschland            | 4      |
| 2     | Chris Harris     | Vereinigtes Konigreich | 3      |
| 3     | Jacob Bukhave    | Danemark               | 2      |
| 4     | Zach Wajtknecht  | Vereinigtes Konigreich | 1      |
| 5     | Dave Meijerink   | Niederlande            | 0      |

### Zwischenstand nach Heat 3
| Platz | Fahrer               | Gesamt |
| ----- | -------------------- | ------ |
| 1     | Kenneth Kruse Hansen | 4      |
| 2     | Romano Hummel        | 4      |
| 3     | Martin Smolinski     | 4      |
| 4     | Lukas Fienhage       | 3      |
| 5     | Josef Franc          | 3      |
| 6     | Chris Harris         | 3      |
| 7     | Hynek Štichauer      | 2      |
| 8     | Mika Meijer          | 2      |
| 9     | Jacob Bukhave        | 2      |
| 10    | Stephan Katt         | 1      |
| 11    | Stanislaw Burza      | 1      |
| 12    | Zach Wajtknecht      | 1      |
| 13    | Gaétan Stella        | 0      |
| 14    | Theo Pijper          | 0      |
| 15    | Dave Meijerink       | 0      |

#### Heat: 4
Siegerzeit: 68,9 s
| Platz | Fahrer           | Land        | Punkte |
| ----- | ---------------- | ----------- | ------ |
| 1     | Martin Smolinski | Deutschland | 4      |
| 2     | Romano Hummel    | Niederlande | 3      |
| 3     | Josef Franc      | Tschechien  | 2      |
| 4     | Lukas Fienhage   | Deutschland | 1      |
| 5     | Stephan Katt     | Deutschland | 0      |

#### Heat: 5
Siegerzeit: 68,9 s
| Platz | Fahrer          | Land                   | Punkte |
| ----- | --------------- | ---------------------- | ------ |
| 1     | Stanislaw Burza | Polen                  | 4      |
| 2     | Hynek Štichauer | Tschechien             | 3      |
| 3     | Zach Wajtknecht | Vereinigtes Konigreich | 2      |
| 4     | Gaétan Stella   | Frankreich             | 1      |
| 5     | Theo Pijper     | Niederlande            | 0      |

#### Heat: 6
Siegerzeit: 69,4 s
| Platz | Fahrer               | Land                   | Punkte |
| ----- | -------------------- | ---------------------- | ------ |
| 1     | Mika Meijer          | Niederlande            | 4      |
| 2     | Kenneth Kruse Hansen | Danemark               | 3      |
| 3     | Chris Harris         | Vereinigtes Konigreich | 2      |
| 4     | Dave Meijerink       | Niederlande            | 1      |
| 5     | Jacob Bukhave        | Danemark               | 0      |

### Zwischenstand nach Heat 6
| Platz | Fahrer               | Gesamt |
| ----- | -------------------- | ------ |
| 1     | Martin Smolinski     | 8      |
| 2     | Kenneth Kruse Hansen | 7      |
| 3     | Romano Hummel        | 7      |
| 4     | Mika Meijer          | 6      |
| 5     | Hynek Štichauer      | 5      |
| 6     | Josef Franc          | 5      |
| 7     | Stanislaw Burza      | 5      |
| 8     | Chris Harris         | 5      |
| 9     | Lukas Fienhage       | 4      |
| 10    | Zach Wajtknecht      | 3      |
| 11    | Jacob Bukhave        | 2      |
| 12    | Stephan Katt         | 1      |
| 13    | Gaétan Stella        | 1      |
| 14    | Dave Meijerink       | 1      |
| 15    | Theo Pijper          | 0      |

#### Heat: 7
Siegerzeit: 69,6 s
| Platz | Fahrer               | Land        | Punkte |
| ----- | -------------------- | ----------- | ------ |
| 1     | Hynek Štichauer      | Tschechien  | 4      |
| 2     | Theo Pijper          | Niederlande | 3      |
| 3     | Kenneth Kruse Hansen | Danemark    | 2      |
| 4     | Jacob Bukhave        | Danemark    | 1      |
| 5     | Romano Hummel        | Niederlande | 0      |

#### Heat: 8
Siegerzeit: 69,2 s
| Platz | Fahrer           | Land                   | Punkte |
| ----- | ---------------- | ---------------------- | ------ |
| 1     | Martin Smolinski | Deutschland            | 4      |
| 2     | Mika Meijer      | Niederlande            | 3      |
| 3     | Zach Wajtknecht  | Vereinigtes Konigreich | 2      |
| 4     | Lukas Fienhage   | Deutschland            | 1      |
| 5     | Stanislaw Burza  | Polen                  | 0      |

#### Heat: 9
Siegerzeit: 68,2 s
| Platz | Fahrer         | Land                   | Punkte |
| ----- | -------------- | ---------------------- | ------ |
| 1     | Chris Harris   | Vereinigtes Konigreich | 4      |
| 2     | Josef Franc    | Tschechien             | 3      |
| 3     | Dave Meijerink | Niederlande            | 2      |
| 4     | Stephan Katt   | Deutschland            | 1      |
| 5     | Gaétan Stella  | Frankreich             | 0      |

### Zwischenstand nach Heat 9
| Platz | Fahrer               | Gesamt |
| ----- | -------------------- | ------ |
| 1     | Martin Smolinski     | 12     |
| 2     | Kenneth Kruse Hansen | 9      |
| 3     | Hynek Štichauer      | 9      |
| 4     | Mika Meijer          | 9      |
| 5     | Chris Harris         | 9      |
| 6     | Josef Franc          | 8      |
| 7     | Romano Hummel        | 7      |
| 8     | Lukas Fienhage       | 5      |
| 9     | Stanislaw Burza      | 5      |
| 10    | Zach Wajtknecht      | 5      |
| 11    | Theo Pijper          | 3      |
| 12    | Jacob Bukhave        | 3      |
| 13    | Dave Meijerink       | 3      |
| 14    | Stephan Katt         | 2      |
| 15    | Gaétan Stella        | 1      |

#### Heat: 10
Siegerzeit: 68,3 s
| Platz | Fahrer          | Land                   | Punkte |
| ----- | --------------- | ---------------------- | ------ |
| 1     | Zach Wajtknecht | Vereinigtes Konigreich | 4      |
| 2     | Theo Pijper     | Niederlande            | 3      |
| 3     | Stanislaw Burza | Polen                  | 2      |
| 4     | Dave Meijerink  | Niederlande            | 1      |
| 5     | Stephan Katt    | Deutschland            | 0      |

#### Heat: 11
Siegerzeit: 67,9 s
| Platz | Fahrer         | Land                   | Punkte |
| ----- | -------------- | ---------------------- | ------ |
| 1     | Chris Harris   | Vereinigtes Konigreich | 4      |
| 2     | Jacob Bukhave  | Danemark               | 3      |
| 3     | Lukas Fienhage | Deutschland            | 2      |
| 4     | Romano Hummel  | Niederlande            | 1      |
| 5     | Gaétan Stella  | Frankreich             | 0      |

#### Heat: 12
Siegerzeit: 68,6 s
| Platz | Fahrer               | Land        | Punkte |
| ----- | -------------------- | ----------- | ------ |
| 1     | Martin Smolinski     | Deutschland | 4      |
| 2     | Hynek Štichauer      | Tschechien  | 3      |
| 3     | Kenneth Kruse Hansen | Danemark    | 2      |
| 4     | Josef Franc          | Tschechien  | 1      |
| 5     | Mika Meijer          | Niederlande | 0      |

### Zwischenstand nach Heat 12
| Platz | Fahrer               | Gesamt |
| ----- | -------------------- | ------ |
| 1     | Martin Smolinski     | 16     |
| 2     | Chris Harris         | 13     |
| 3     | Hynek Štichauer      | 12     |
| 4     | Kenneth Kruse Hansen | 11     |
| 5     | Josef Franc          | 9      |
| 6     | Mika Meijer          | 9      |
| 7     | Zach Wajtknecht      | 9      |
| 8     | Romano Hummel        | 8      |
| 9     | Lukas Fienhage       | 7      |
| 10    | Stanislaw Burza      | 7      |
| 11    | Theo Pijper          | 6      |
| 12    | Jacob Bukhave        | 6      |
| 13    | Dave Meijerink       | 4      |
| 14    | Stephan Katt         | 2      |
| 15    | Gaétan Stella        | 1      |

#### Heat: 13
Siegerzeit: 69,1 s
| Platz | Fahrer               | Land                   | Punkte |
| ----- | -------------------- | ---------------------- | ------ |
| 1     | Kenneth Kruse Hansen | Danemark               | 4      |
| 2     | Stanislaw Burza      | Polen                  | 3      |
| 3     | Mika Meijer          | Niederlande            | 2      |
| 4     | Gaétan Stella        | Frankreich             | 1      |
| 5     | Chris Harris         | Vereinigtes Konigreich | 0      |

#### Heat: 14
Siegerzeit: 68,7 s
| Platz | Fahrer          | Land                   | Punkte |
| ----- | --------------- | ---------------------- | ------ |
| 1     | Hynek Štichauer | Tschechien             | 4      |
| 2     | Lukas Fienhage  | Deutschland            | 3      |
| 3     | Zach Wajtknecht | Vereinigtes Konigreich | 2      |
| 4     | Dave Meijerink  | Niederlande            | 1      |
| 5     | Romano Hummel   | Niederlande            | 0      |

#### Heat: 15
Siegerzeit: 69,1 s
| Platz | Fahrer           | Land        | Punkte |
| ----- | ---------------- | ----------- | ------ |
| 1     | Martin Smolinski | Deutschland | 4      |
| 2     | Jacob Bukhave    | Danemark    | 3      |
| 3     | Theo Pijper      | Niederlande | 2      |
| 4     | Josef Franc      | Tschechien  | 1      |
| 5     | Stephan Katt     | Deutschland | 0      |

### Zwischenstand nach Heat 15
| Platz | Fahrer               | Gesamt |
| ----- | -------------------- | ------ |
| 1     | Martin Smolinski     | 20     |
| 2     | Hynek Štichauer      | 16     |
| 3     | Kenneth Kruse Hansen | 15     |
| 4     | Chris Harris         | 13     |
| 5     | Mika Meijer          | 11     |
| 6     | Zach Wajtknecht      | 11     |
| 7     | Lukas Fienhage       | 10     |
| 8     | Josef Franc          | 10     |
| 9     | Stanislaw Burza      | 10     |
| 10    | Jacob Bukhave        | 9      |
| 11    | Romano Hummel        | 8      |
| 12    | Theo Pijper          | 8      |
| 13    | Dave Meijerink       | 5      |
| 14    | Stephan Katt         | 2      |
| 15    | Gaétan Stella        | 2      |

#### Last Chance Heat
Siegerzeit: 68,7 s
| Platz | Fahrer          | Land                   | Punkte |
| ----- | --------------- | ---------------------- | ------ |
| 1     | Chris Harris    | Vereinigtes Konigreich | 4      |
| 2     | Zach Wajtknecht | Vereinigtes Konigreich | 3      |
| 3     | Josef Franc     | Tschechien             | 2      |
| 4     | Stanislaw Burza | Polen                  | 1      |
| 5     | Mika Meijer     | Niederlande            | 0      |

#### Finale
Siegerzeit: 68,2 s
| Platz | Fahrer               | Land                   | Punkte |
| ----- | -------------------- | ---------------------- | ------ |
| 1     | Chris Harris         | Vereinigtes Konigreich | 4      |
| 2     | Martin Smolinski     | Deutschland            | 3      |
| 3     | Kenneth Kruse Hansen | Danemark               | 2      |
| 4     | Hynek Štichauer      | Tschechien             | 1      |
| 5     | Zach Wajtknecht      | Vereinigtes Konigreich | 0      |

## References
1. ↑  Chris Harris GP-Sieger vor Martin Smolinski. In: Speedweek. Abgerufen am 24. März 2025 (deutsch).
2. ↑  2023 RESULTS Ostrow – Final. In: FIM. Abgerufen am 24. März 2025 (englisch).
3. ↑  Harris claims dramatic win at second FIM Long Track World Championship Final. In: FIM. Abgerufen am 24. März 2025 (englisch).
4. ↑  FIM Long Track World Championship - Final 2 - Ostrow. In: baansport. Abgerufen am 24. März 2025 (niederländisch).